# سجلات انبعاث الملوثات وانتقالها

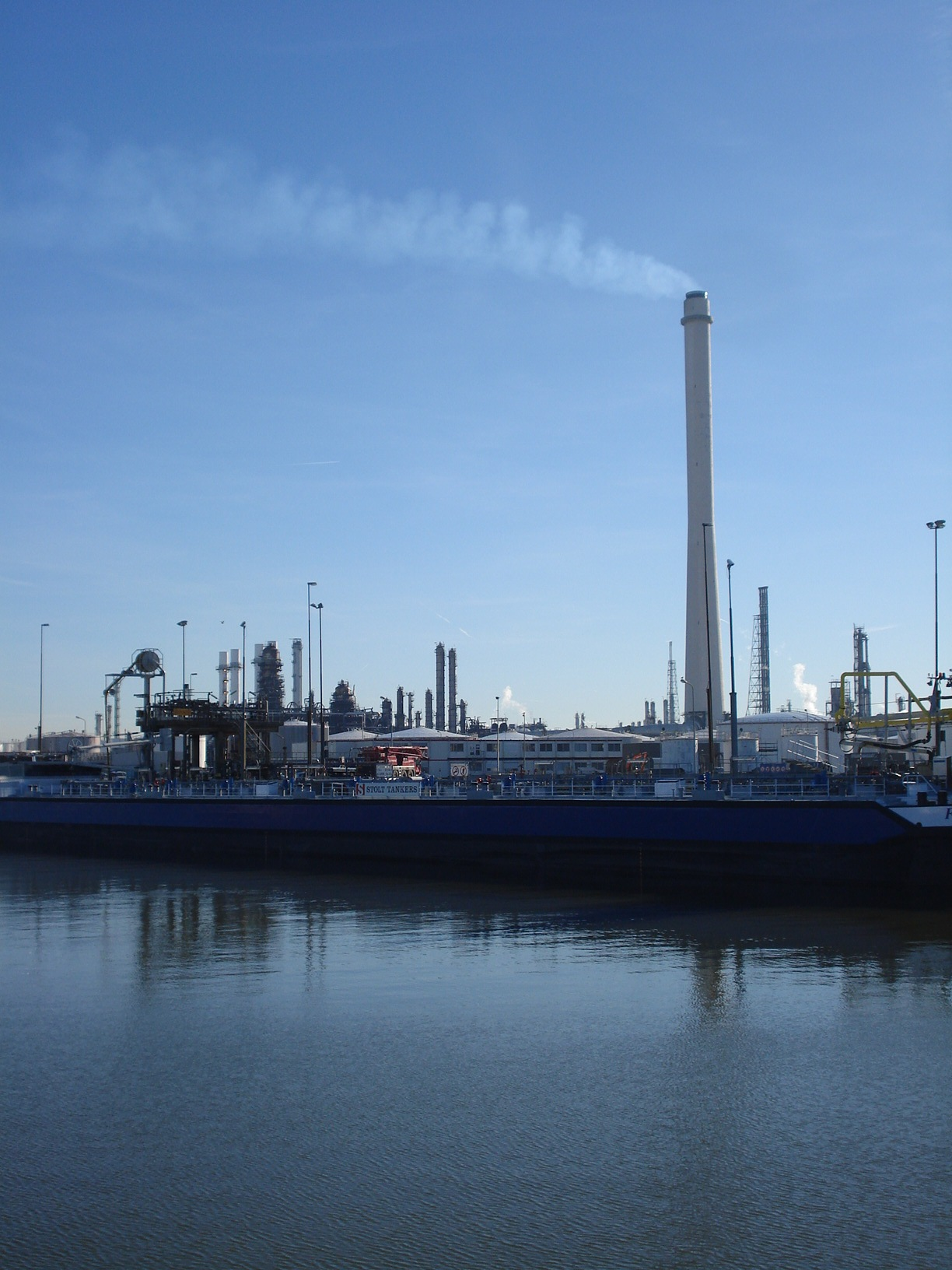

سجلات انبعاث الملوثات وانتقالها (بالإنجليزية: Pollutant release and transfer registers)‏ التي تُعرف اختصاراً بـ PRTR، هي أنظمة لجمع ونشر المعلومات عن الإطلاقات البيئية وعمليات نقل المواد الكيميائية السامة من المنشآت الصناعية وغيرها من المرافق.
تم تأسيسها في العديد من البلدان بعد كارثة بوبال عام 1984، ومؤتمر الأمم المتحدة حول البيئة والتنمية عام 1992 في ريو دي جانيرو، والذي أكد على «حق المعرفة» للمجتمعات والعمال حول المواد الكيميائية السامة والمواد الأخرى.
ثبتت هذه السجلات أنها وسيلة فعالة للغاية ومنخفضة التكلفة نسبيا لجمع المعلومات البيئية من القطاع الخاص ووضعها تحت تصرف المجال العام، وبالتالي إمكانية ممارسة ضغوط لتخفيظ مستويات التلوث.
ومع ذلك، فدول المنطقة، التي أنشأت سجلات، قليلة جدا. تطلب الاتفاقية من الأطراف اتخاذ الخطوات لإقامة هذه السجلات تدريجياً.